# 赫伯特·胡佛总统图书馆暨博物馆
赫伯特·胡佛总统图书馆暨博物馆（Herbert Hoover Presidential Library and Museum）是第31任美国总统（1929-1933年）赫伯特·胡佛的总统图书馆和安葬地，位于艾奥瓦州西布兰奇。这是由国家档案和记录管理局管理的总统图书馆之一。

## 历史
赫伯特·胡佛总统图书馆暨博物馆于1962年8月10日揭幕。建筑总面积47,169平方英尺。